# Fabio Bencivenga
Fabio Bencivenga (Capua, 20 gennaio 1976) è un ex pallanuotista italiano.
Inizia la carriera nella Caserta poi Volturno, per poi proseguirla al Paguros Catania. Nel 1995 si trasferisce al Posillipo, con cui conquista cinque scudetti, tre Coppe dei Campioni ed una Supercoppa LEN. Con la Pro Recco si aggiudica un altro scudetto, una Coppa Italia ed una Supercoppa LEN, disputando anche una finale di Coppa dei Campioni. Nel 2015 rientra in acqua ed indossa la calottina dell'Aquavion Napoli in Serie A2, della quale sarà anche allenatore nei due anni successivi. Dal 2018 gioca nella Rari Nantes Arechi nel ruolo di centroboa. Denominato il Drago di Curti, è alto 2 metri e un centimetro.

## Vittorie
Nella sua carriera, in nazionale e nelle squadre di club, Bencivenga annovera le seguenti vittorie:
- Secondo posto ai Campionati mondiali di pallanuoto del 2003
- Terzo posto alla XXVI Olimpiade di Atlanta nel 1996
- Primo posto ai Campionati europei di pallanuoto del 1995
- Secondo posto ai Campionati europei di pallanuoto del 2001
- Terzo posto ai Campionati europei di pallanuoto del 1999
- 6 vittorie del Campionato italiano maschile di pallanuoto
- 3 vittorie all'Eurolega, Coppa dei Campioni della pallanuoto
- 1 vittoria della Coppa Italia
- 2 vittorie della Supercoppa Len